# Cafrel Xeique (província)
Cafrel Xeique (em árabe: محافظة كفر الشيخ‎; romaniz.: Muḥāfāzah Kafr Al Xeikh) é uma província (moafaza) do Egito com a sede em Cafrel Xeique. Possui 3 467 quilômetros quadrados e segundo censo de 2018, havia 3 445 213 habitantes.